# Нахшон

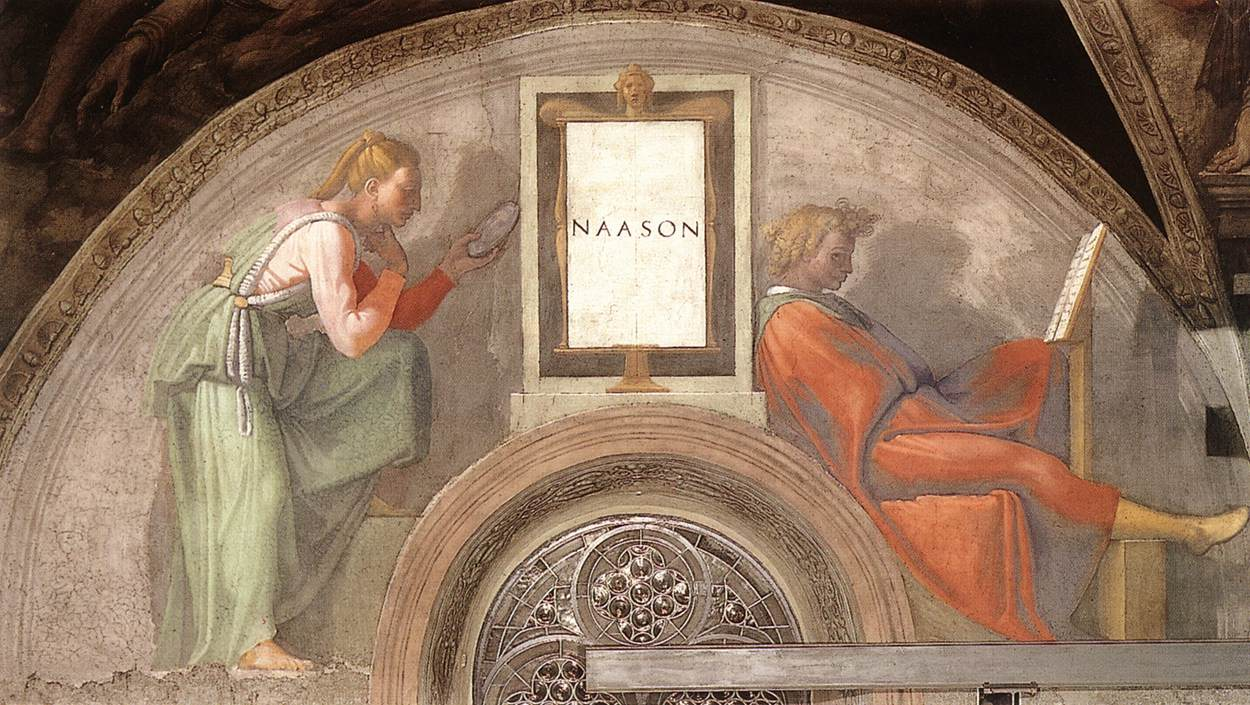
Люнет у Сикстинські капелі з зображенням Нассона.

Нахшон (Наассон) — згідно з Книгою Виходу син Амінадава (Вих. 6:23), батько Салмона, глава племені Юди в період виходу євреїв з Єгипту. Коли євреї опинилися перед Червоним морем, Нахшон першим увійшов у море маючи надію на Господа. Коли води моря вже майже залили його, сталося диво і води моря розійшлись.
За Книгою Чисел, Нахшон був 20-ти річним юнаком під час початку виходу з Єгипту.
Мойсеєм, за велінням Божим, призначив Нахшона князем юдиного племені і хоча його плем'я було четвертим у порядку патріархів, але при освяченні скинії саме він першим зробив приношення дарів (Вих. 7:12).
Нахшон через Боаза — предок царя Давида (Рут. 4:20-21). Названий також у родоводі Ісуса Христа в Новому Заповіті (Мт. 1:4).